# Kimaltjai
Kimaltjai est une divinité de l'éternité dans la spiritualité du peuple Bassa pour désigner Dieu

## Mythologie
Kimaltjai se réfère à l'autorité et à la vérité de Dieu qui sont éternelles.